# Double or Die
Double or Death Az ifjú James Bond sorozat harmadik része, amiben Ian Fleming szuperkéme, James Bond még tinédzser. A sorozat az 1930-as években játszódik. A regény, amit Charlie Higson ír, várhatóan 2007. január 4-én jelenik meg az Egyesült Királyságban, a Puffin Books gondozásában.
2006 októberében a Bond-sorozattal foglalkozó cég kampányt indított, hogy a rajongók válasszanak címet az új könyvhöz. A három cím, amit alternatívaként felkínáltak: "Double or Die," "N.E.M.E.S.I.S.," vagy "The Deadlock Cipher". A győztes címet január 3-án hirdetik ki. A kiválasztott angol cím Double or Death.

## Rövid cselekmény
Charlie Higson szerint: „Sok akció lesz, néhány értelmetlen halál, autósüldözés, tucatnyi robbanás, egy rakás gazember, egy gyönyörű lány, és a csúcsponton visszatérünk a londoni rakpartra, ami akkor még tele volt hajókkal.”
Az első kötetből ismét feltűnik Red Kelly Az író bevallása szerint mindig is vissza akarta hozni a karaktert a könyvekbe. A gyerekek szeretik, ha egy szereplő visszajön egy előzőből. Kelly és a teljes East End könnyű utat biztosít ahhoz, hogy a kor gazdaságáról és politikájáról anélkül írjak, hogy ezt egy történelemórának érezzék. Tehát mindig tervbe volt véve Kelly visszajövetele. A könyv felrántja a leplet Bond szerencsejátékoknál elért sikeréről is.
Az egyik gazember egy apacsot, egy, az előző századfordulón Párizsban nagy népszerűségnek örvendő fegyvert használ, mely a bokszer, a kés és a pisztoly kombinációja.

## Helyszínek
Néhány londoni helyszín előkerül a könyvben. Többek között:
- Highgate temető
- Angol Királyi Sebészeti Kollégium
- Regents Park
- Docklands

## Érdekesség
- Charlie Highson művének eredetileg a „Lövés a Holdra”, „A nagy füst” vagy a „Hat nap decemberben” címeket szánta.[8]